# Mailly
Mailly – miejscowość i gmina we Francji, w regionie Burgundia-Franche-Comté, w departamencie Saona i Loara.
Według danych na rok 1990 gminę zamieszkiwało 161 osób, a gęstość zaludnienia wynosiła 29 osób/km² (wśród 2044 gmin Burgundii Mailly plasuje się na 750. miejscu pod względem liczby ludności, natomiast pod względem powierzchni na miejscu 1206.).